# Jeanne Dielman, 23, quai du commerce, 1080 Bruxelles
Jeanne Dielman, 23, Quai du Commerce, 1080 Bruxelles (bra: Jeanne Dielman) é um filme de drama franco-belga escrito e dirigido por Chantal Akerman, lançado em 1975. Foi filmado ao longo de cinco semanas em Bruxelas e financiado por uma bolsa concedida pelo governo belga. Caracterizado por um ritmo contido, tomadas longas e trabalho de câmera estática, o filme é uma representação da vida de uma dona de casa viúva (Delphine Seyrig) ao longo de três dias.

## Elenco
- Delphine Seyrig como Jeanne Dielman
- Jan Decorte como Sylvain Dielman